# Francis E. Spinner
assinatura
Francis Elias Spinner (21 de janeiro de 1802 - 31 de dezembro de 1890) foi um político americano de Nova Iorque. Ele serviu como tesoureiro dos Estados Unidos de 1861 a 1875 e foi o primeiro administrador no governo federal a empregar mulheres para trabalhos administrativos.

## Vida
O seu pai era John Peter Spinner (nascido em Werbach, Baden, 18 de janeiro de 1768; morreu em German Flatts, NY, 27 de maio de 1848), um padre católico que se tornou protestante, casou-se com Mary Magdalene Fidelis Brument,  emigrou para os Estados Unidos Estados em 1801, e foi pastor de duas igrejas reformadas holandesas de língua alemã, em Herkimer e Flatts na Alemanha até à sua morte.
Francis Spinner era o mais velho de nove filhos, seis filhos e três filhas. O seu pai o ensinou línguas, e nas escolas comuns do condado de Herkimer ele aprendeu gramática inglesa, leitura, escrita e aritmética. Seu pai exigiu que Spinner aprendesse um ofício. Francisco decidiu se tornar um comerciante e, por cerca de um ano, trabalhou como balconista em uma loja. A loja faliu e Francis foi aprendiz de um confeiteiro em Albany.
Em Albany, Spinner conheceu alguns homens educados que se interessaram por seu bem-estar. Peter Gansevoort permitiu-lhe o uso de sua biblioteca. Dois anos após sua chegada, quando seu pai descobriu que ele estava sendo empregado como vendedor e contador, Spinner foi afastado dessa situação e tornou-se aprendiz de um fabricante de selas e arreios em Amsterdã, Nova York. Aqui, a Spinner tornou-se acionista da biblioteca em circulação e estudou seus volumes quando não estava ocupado aprendendo seu ofício.
Em 1824, Spinner voltou para o condado de Herkimer, onde se engajou em atividades mercantis. Em 1826, ele se casou com Caroline Caswell de Herkimer. Ele entrou para a milícia estadual e, em 1834, ascendeu ao posto de major-general. Ele foi nomeado xerife adjunto em 1829 e xerife do condado de 1834 a 1837. Ele foi nomeado um dos comissários para a construção do asilo estadual para lunáticos em Utica, Nova York, em 1838. Quando foi afastado deste cargo por motivos políticos, ele se dedicou ao setor bancário, primeiro como caixa e depois como presidente, no Banco Mohawk.
Ele foi inspetor estadual de pedágios e serviu como comissário e supervisor de escolas. Ele foi nomeado auditor e oficial adjunto da marinha encarregado do porto de Nova Iorque em 1845 e serviu quatro anos.

### Congressista
Spinner foi eleito como um democrata antiescravista para o 34º Congresso. Republicano ativo desde a formação do partido, foi reeleito republicano para o 35º e 36º Congressos dos Estados Unidos, servindo juntos de 4 de março de 1855 a 3 de março de 1861. Ele serviu no Comitê de Privilégios e Eleições, em um comitê especial para investigar o ataque feito por Preston Brooks a Charles Sumner, e em um comitê de conferência de ambas as casas sobre o projeto de lei de apropriação do Exército, que o Senado havia rejeitado por causa de uma cláusula que proibiu o uso de militares contra os colonos do Kansas. No último mandato (36º Congresso), foi presidente da Comissão de Contas.

### Tesoureiro

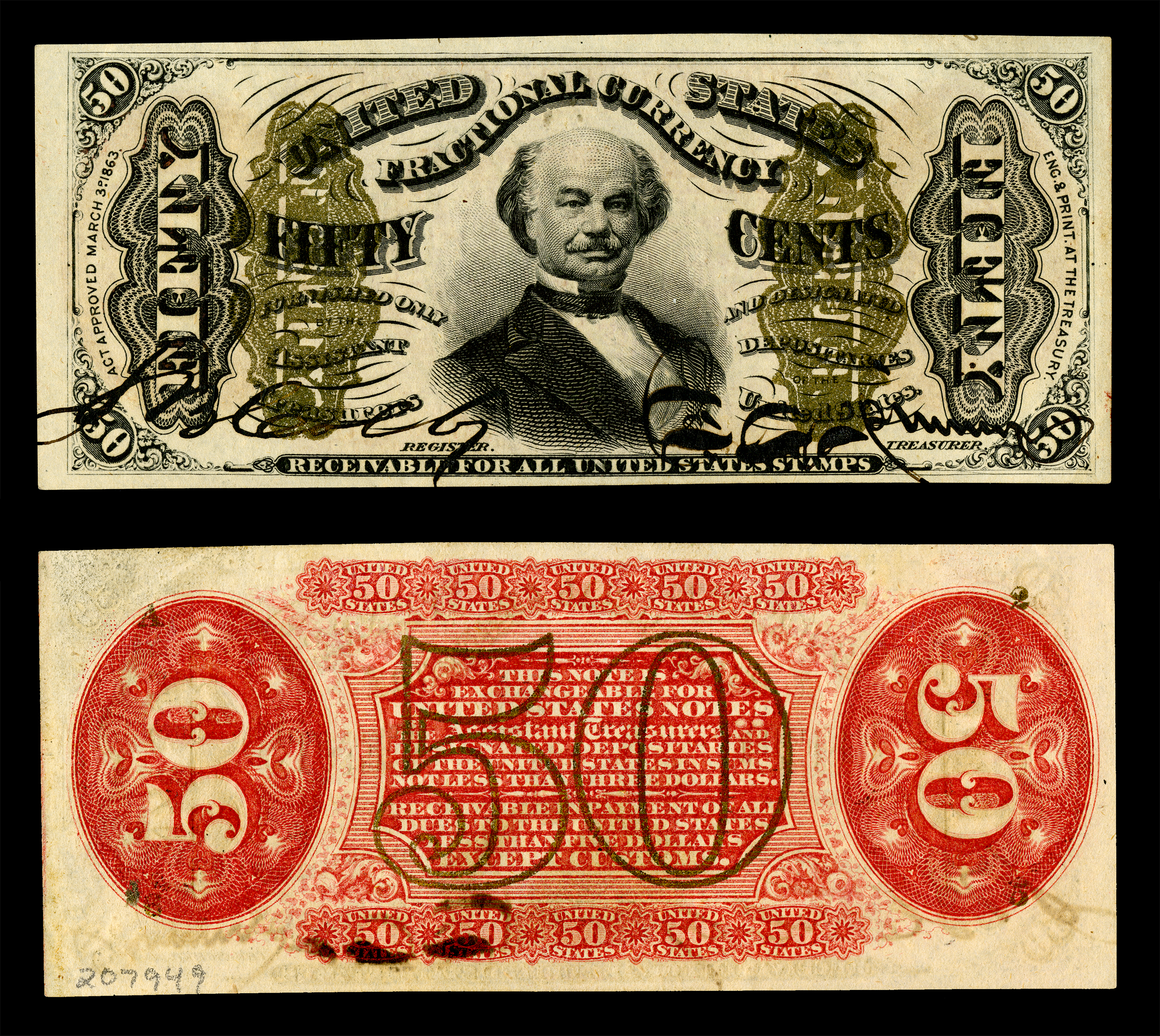
Moeda fracionária de cinquenta centavos representando Spinner, com assinatura de autógrafo.

Por recomendação do Secretário do Tesouro, Salmon P. Chase, foi nomeado pelo Presidente Lincoln como Tesoureiro dos Estados Unidos e serviu de 16 de março de 1861 até à sua renúncia em 1 de julho de 1875. 60 dias após sua posse, os gastos do governo federal aumentaram dramaticamente.
Ele foi o primeiro a sugerir o emprego de mulheres em cargos públicos. Durante a Guerra Civil, muitos dos funcionários do Departamento do Tesouro ingressaram no exército, e Spinner sugeriu ao secretário Chase a conveniência de empregar mulheres. Depois de muita persuasão, sua sugestão foi aceita e ele a levou a efeito com sucesso, embora não sem muita oposição. As mulheres foram inicialmente empregadas para contar dinheiro e, mais tarde, assumiram várias funções de escritório. Ele finalmente contratou mais de 100 mulheres, pagou bem e as manteve após o fim da guerra.

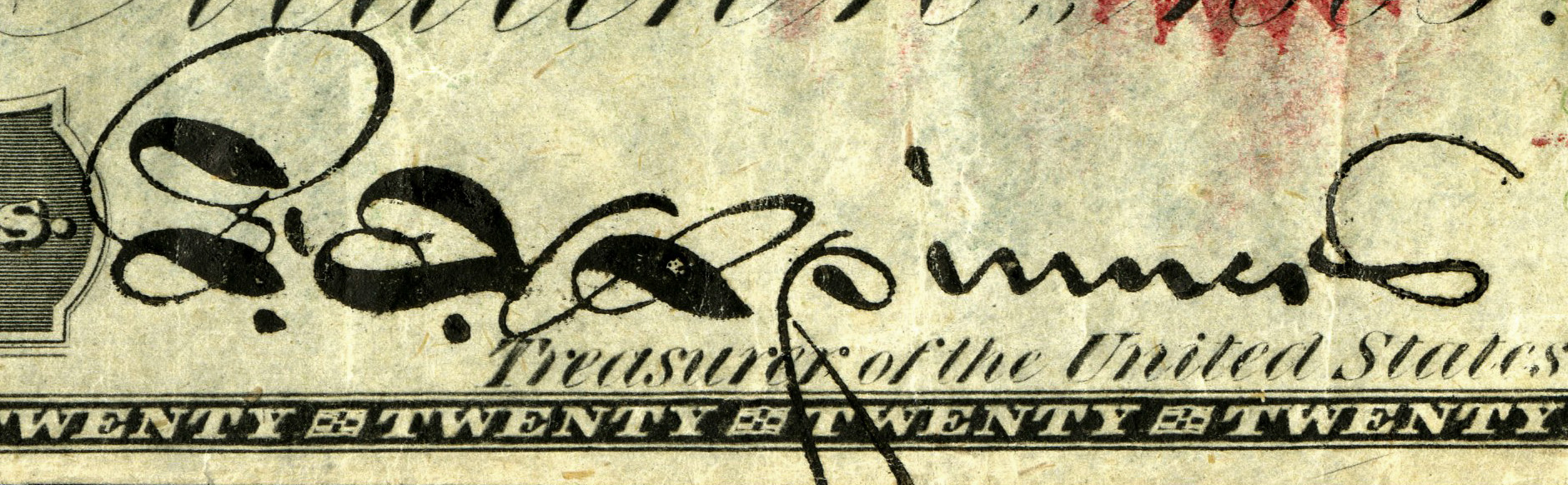
Assinatura de Spinner em uma nota dos Estados Unidos da edição de 1862

Ele assinou as diferentes séries de papel-moeda com uma letra singular, que cultivou para evitar a falsificação. A sua assinatura nas " verdinhas " dos Estados Unidos era o autógrafo mais conhecido do país. A história que Spinner deu de sua assinatura foi:
Pratiquei pela primeira vez enquanto estava no escritório do xerife por volta de 1835; Eu o usei enquanto comissário para construir o asilo em Utica, e como caixa e presidente do banco do vale Mohawk, e para franquear durante o congresso. Ele atingiu sua maior perfeição quando eu era tesoureiro.
Ele renunciou ao cargo por causa de um desacordo sobre as nomeações de pessoal. Um novo secretário recusou-se a lhe dar a palavra final sobre sua equipe. Spinner achava que, como oficial vinculado, ele deveria ter controle sobre a nomeação de escrivães por cujos atos ele era responsável. Quando ele renunciou ao cargo, o dinheiro do tesouro foi contabilizado. O resultado mostrou uma discrepância muito pequena, e muitos dias foram gastos recontando e examinando os livros de contabilidade, até que finalmente o erro foi descoberto.
Em 1875, ele concorreu com a chapa republicana para o Controlador do Estado de Nova York, mas foi derrotado pelo democrata Lucius Robinson. Ele se mudou para o sul, e por alguns anos viveu no acampamento em Pablo Beach, Flórida, onde viveu uma vida vigorosa ao ar livre, e também começou a estudar grego. Ele deixou uma de suas três filhas.

## Morte e legado

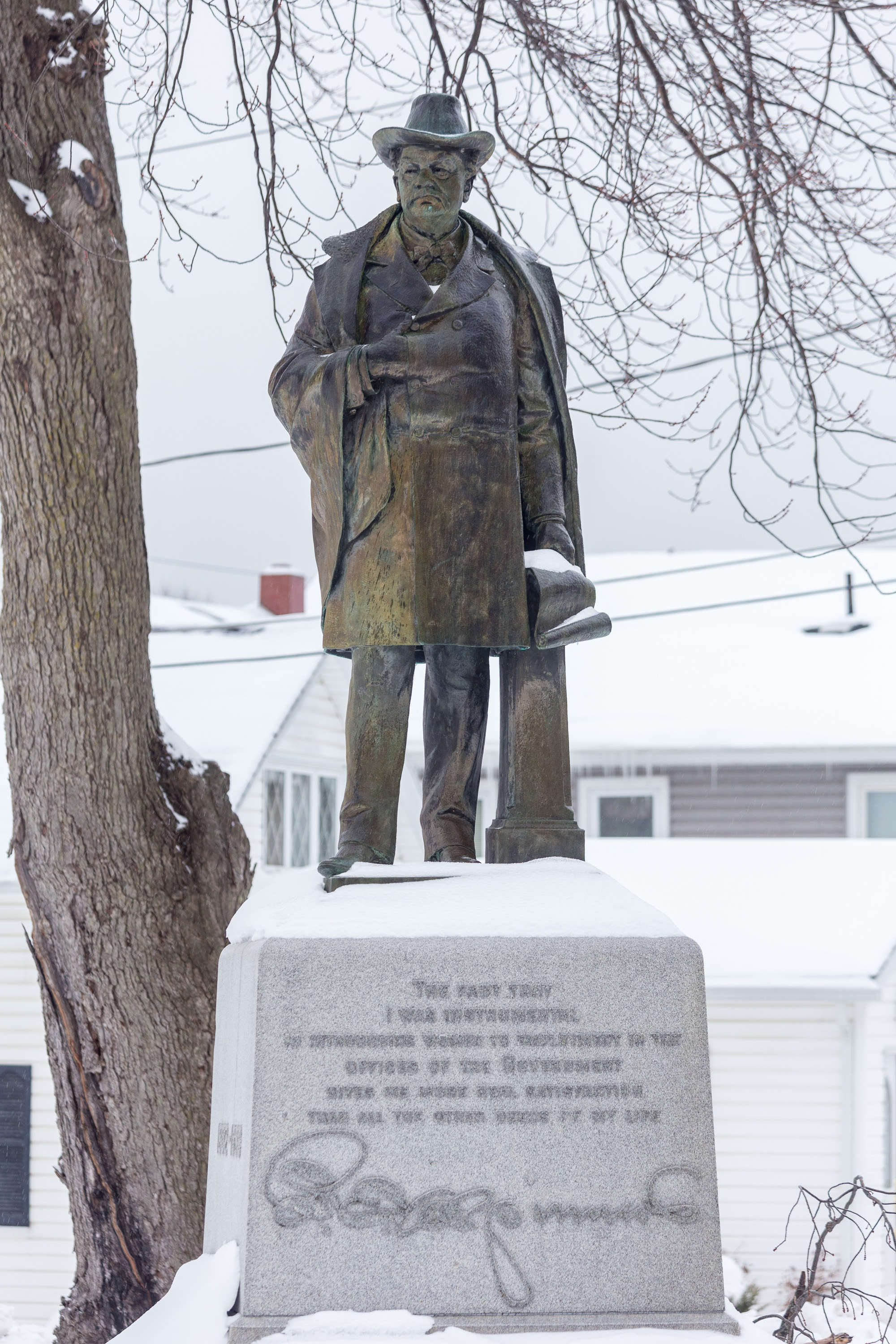
Francis E. Spinner (1894, instalado em 1909) por Henry Jackson Ellicott. A base apresenta a assinatura do Spinner com destaque

Spinner foi enterrado no cemitério Mohawk, em Mohawk, Nova Iorque.
Após a morte de Spinner, o escultor Henry Jackson Ellicott foi contratado para criar uma estátua de bronze dele.  Um grupo de mulheres que trabalhava no Departamento do Tesouro contribuiu com US $ 10.000 para o custo de US $ 20.000 do monumento. Foi concluído em 1894, mas nunca instalado em frente ao Edifício do Tesouro dos EUA em Washington, DC Após anos em armazenamento, o capítulo Herkimer das Filhas da Revolução Americana pediu que a estátua fosse transferida para sua cidade natal.  Em 29 de junho de 1909, a estátua de bronze foi inaugurada "com cerimônias impressionantes" no Myers Park de Herkimer. "[S] ajuda a ser uma semelhança muito boa", o7,5 pés (2,3 m) "esplêndida peça de bronze" enfrenta o local de nascimento de Spinner. A base da estátua tem uma semelhança com sua famosa assinatura, que na época era bem conhecida por sua aparência nas notas do Tesouro dos Estados Unidos. A inscrição diz:
O facto de ter ajudado a introduzir mulheres em empregos nos cargos do governo me dá mais satisfação real do que todos os outros feitos de minha vida.